# Guerres romano-aurunces
Les guerres romano-aurunces de la deuxième moitié du IVe siècle av. J.-C. sont une série de conflits opposant la République romaine aux Aurunces, un ancien peuple italique situé à la limite du Latium et de la Campanie.
En 345-344 av. J.-C., les Aurunces de Suessa se soumettent à Rome. En 335-334 av. J.-C., les Ausones de Calès, peuple italique ayant la même origine que les Aurunces, sont vaincus et leur capitale devient une colonie.
En 315 av. J.-C., pendant la deuxième guerre samnite et au lendemain d'une défaite romaine, les Romains vainquent définitivement les Aurunces-Ausones qui se sont peut-être joints aux Samnites. Une colonie est fondée à Suessa Aurunca en 313 av. J.-C.

## Aurunces et Ausones
Les Grecs nomment les Aurunces « Αὔσονες », c'est-à-dire Ausones. Les Aurunces ont la même origine que ceux que les Romains appellent habituellement Ausones ; les deux groupes ont dû se séparer par la suite et s'établir dans des régions voisines, et les Romains ont désigné les uns comme Aurunci et les autres comme Ausones. Tite-Live parle des Aurunci autour de Suessa et des Ausones autour de Calès.

## La guerre romano-aurunce (345-344)

### Contexte
Au milieu du IVe siècle av. J.-C., la République romaine étend sa domination sur ses alliés de la ligue latine et sur les terres volsques et herniques du Latium.
En 354 av. J.-C., Rome conclut un traité d'amitié et d'alliance avec la confédération samnite,,, mais les clauses du traité ne sont pas connues. Les historiens modernes pensent que la rivière Liris sert alors de frontière naturelle entre les sphères d'influence romaine et samnite.

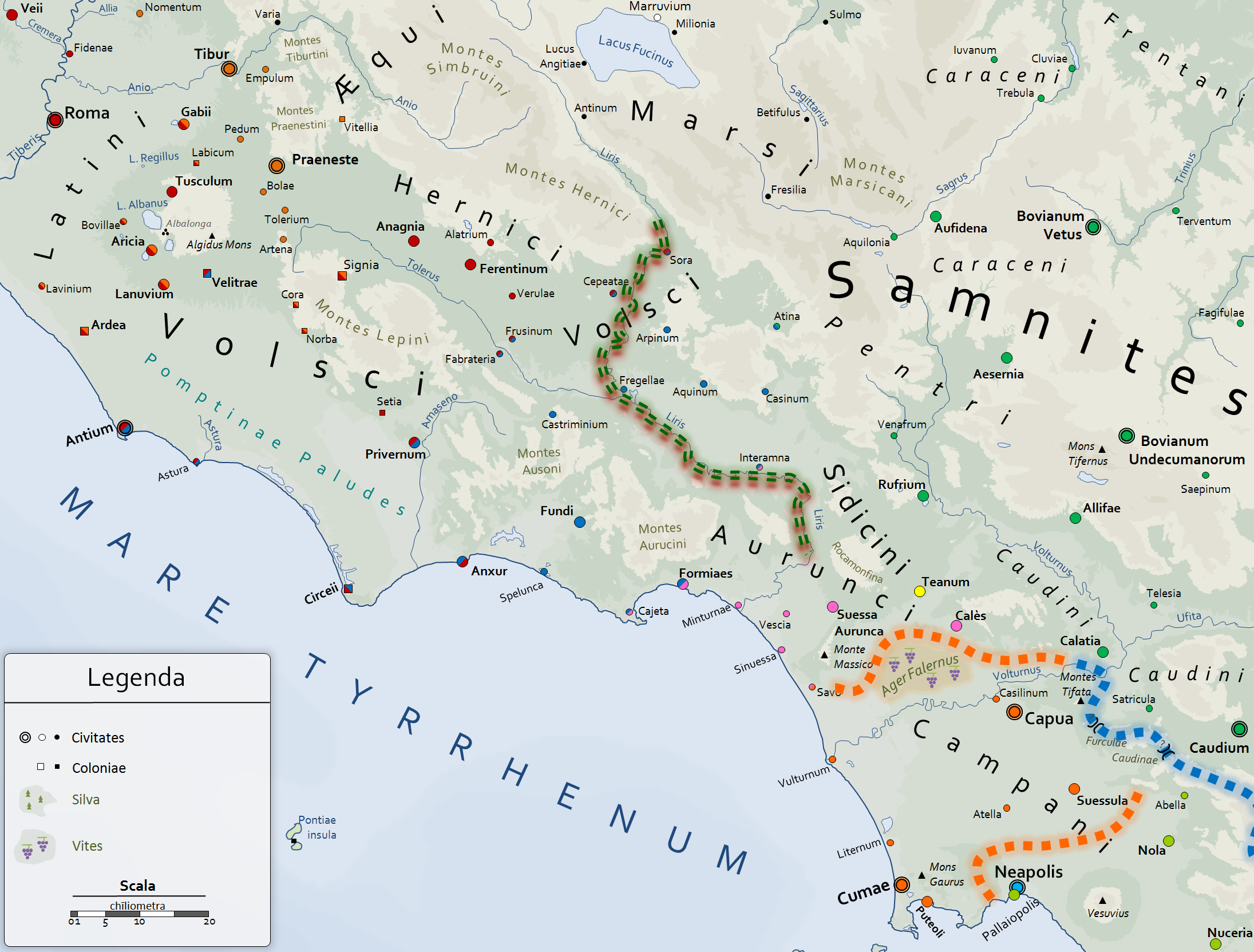
Carte du Latium et du nord de la Campanie au début de la guerre romano-aurunce de 345-344.
Légende des couleurs des cités et des colonies :
Légende des couleurs des limites :

- Romains
- Ville latine dominée par Rome ou colonie romano-latine
- Latins
- Ville dominée par Rome ou colonie romaine peuplée de natifs volsques
- Volsques
- Ville volsque ou aurunce
- Aurunces
- Sidicins
- Ville volsque ou samnite
- Samnites (Caracéniens, Pentriens, Caudiniens, Frentans)
- État campanien de Capoue
- Campaniens sous influence samnite
- Grecs
- Peuples neutres : Sabins, Èques, Marses et Péligniens

- Limite approximative des sphères d'influence romaine et samnite à la suite du traité de 354[N 1]
- Limites approximatives de l'État campanien de Capoue
- Frontière entre le Samnium et la Campanie

### Le conflit
Tite-Live rapporte qu'au début de l'an 345, une incursion des Aurunces en terres romaines provoque le début de la guerre romano-aurunce. Les Romains, craignant que les Latins soient complices du peuple italique, nomment un dictateur, Lucius Furius Camillus (ru), qui prend Cnaeus Manlius Capitolinus comme maître de cavalerie. L'armée romaine défait les pillards aurunces et le dictateur rentre à Rome pour vouer un temple à Junon Moneta et abdiquer de sa magistrature. S'ensuivent des combats contre les Volsques.
En 344, le consul Titus Manlius Imperiosus Torquatus reçoit leur soumission et Tite-Live précise que les Aurunces sont restés pacifiques jusqu'en 336.

## La guerre romano-aurunce (335-334)

### Le contexte
Vers 343, des Samnites menacent les Sidicins de Teanum, ville qui se situe à la limite du Latium et de la Campanie, toute proche de Suessa Aurunca et de Calès. Les Sidicins font en appel à l'État campanien de Capoue, qui est vaincu par les Samnites, et qui se tourne lui-même vers Rome. Les Romains s'engagent auprès des Campaniens plutôt qu'auprès de leurs alliés samnites. Aux côtés des Romains, se trouve la ligue latine ainsi que les Campaniens de Capoue, Suessula et Cumes. Le parti romain favorable à l'alliance avec les Samnites et des tensions entre Rome et la ligue latine mène Rome à renouveler très rapidement l'alliance avec la confédération samnite et à mettre fin à la première guerre samnite,. Les Romains acceptent que les Sidicins restent dans la sphère d'influence samnite, mais la mainmise romaine sur les Campaniens est maintenue.
L'abandon de Teanum est un coup dur pour l'économie commerciale des Latins et les Sidicins font appel à eux. Rome ne semble être intervenue en Campanie que pour y prendre pied. En 340, la ligue latine, les Sidicins, quelques éléments campaniens, mais aussi des Volsques récemment soumis, entrent en guerre contre Rome alliée à la confédération samnite,,. La guerre latine se termine par la dissolution de la ligue latine en 338 à la suite de la victoire romano-samnite, la perte d'indépendance des cités latines au profit de Rome et la confirmation de la mainmise romaine sur le Latium et sur une partie de la Campanie,,. Les Sidicins sont quant à eux soumis par les Samnites.
Rome contrôle alors presque tout le Latium et le nord de la Campanie, lui manquant alors une étroite bande de terres côtières pour lier sa domination territoriale : il s'agit du territoire des Aurunces et des Ausones autour de l’estuaire de la Liris, entre les marais pontins au nord et l'estuaire campanien du Vulturnus au sud.

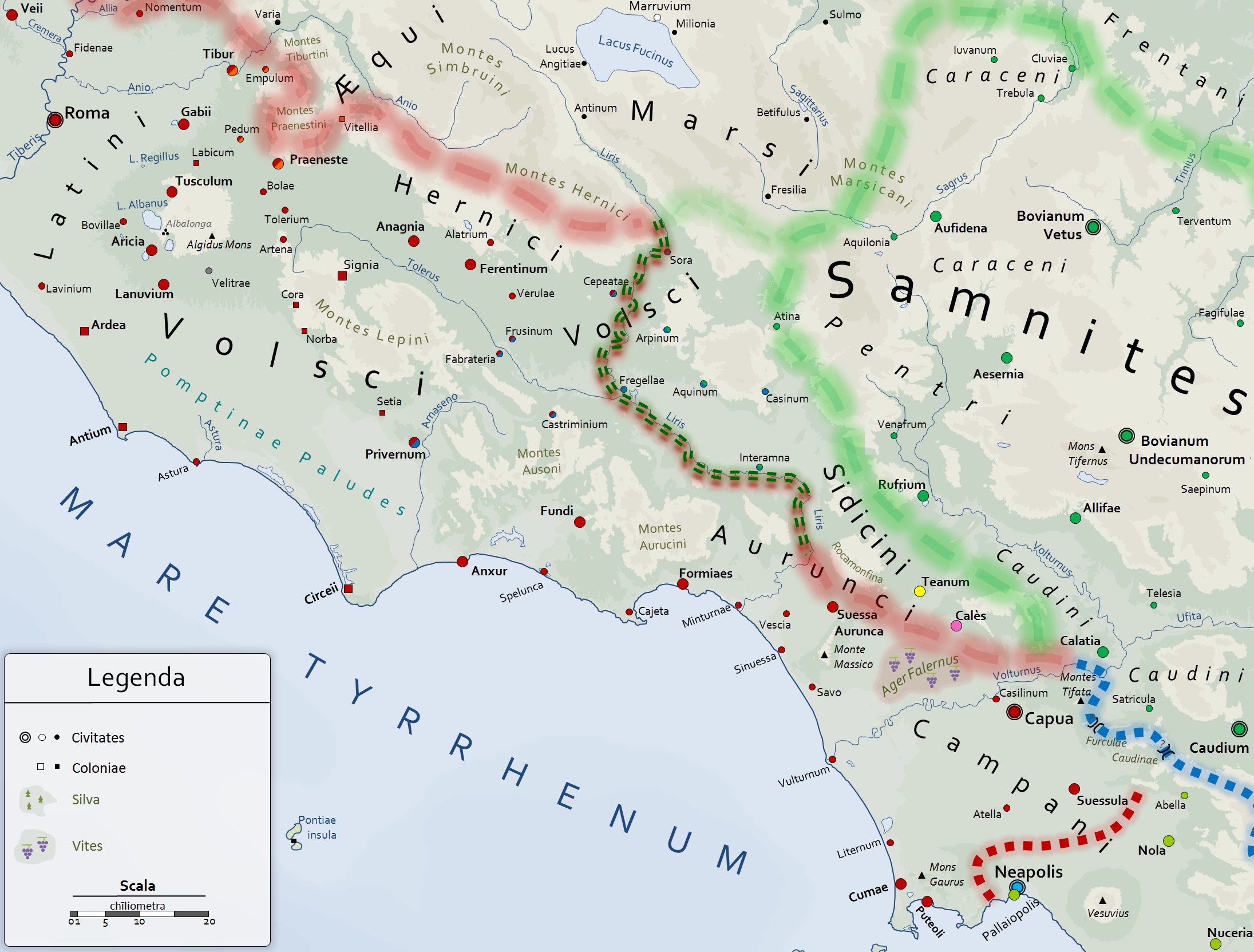
Carte du Latium et du nord de la Campanie après la Guerre latine de 340-338.
Légende des couleurs des cités et des colonies :
Légende des couleurs des limites :

- Romains
- Ville latine ayant le statut d'alliée de Rome
- Ville volsque dominée par Rome
- Sidicins
- Aurunces
- Ville volsque ou samnite
- Samnites (Caracéniens, Pentriens, Caudiniens, Frentans)
- Campaniens sous influence samnite
- Grecs
- Peuples neutres : Sabins, Èques, Marses et Péligniens

- Limite approximative des sphères d'influence romaine et samnite à la suite du traité de 354[N 1]
- Limites approximatives des terres sous domination romaine
- Limites approximatives des terres sous domination samnite
- Limites approximatives de l'État campanien de Capoue
- Frontière entre le Samnium et la Campanie

### La guerre sidicino-aurunce de 336
En 336, une guerre éclate entre les Sidicins et les Aurunces. Ces derniers, soumis une dizaine d'années plus tôt par Rome, l'appellent à son secours. Le Sénat accepte de les aider et d'envoyer une armée. Les Sidicins s'emparent de Suessa Aurunca et le Sénat oblige alors les consuls, les accusant d'avoir agi trop lentement, à nommer un dictateur : Caius Claudius Crassus qui prend Caius Claudius Hortator pour maître de cavalerie. Cependant, à la suite d'un vice religieux, les deux magistrats doivent abdiquer et Rome n'intervient finalement pas cette année.

### La guerre romano-ausone de 335-334
En 335, les Ausones de Calès s'unissent aux Sidicins. Les consuls Lucius Papirius Crassus et Kaeso Duilius dispersent l'armée de ces deux peuples dans une bataille « peu mémorable d'ailleurs » selon Tite-Live.
L'année suivante, cette guerre est confiée à Marcus Valerius Corvus, « le meilleur général de ce temps-là » d'après Tite-Live. Il marche sur Calès, disperse à nouveau les Ausones et assiège la ville. Celle-ci est prise, le butin est immense et une garnison romaine est placée dans Calès. Valerius Corvus triomphe, ce qui est confirmé par les Fasti triumphales pour le 15 mars.
Une colonie de 2 500 hommes est déduite à Calès. Cette colonie « latine » permet de sécuriser la liaison terrestre entre le Latium et la Campanie. C'est la première colonie créée depuis la guerre latine et elle marque la reprise de la colonisation exclusivement sous la tutelle romaine,.

### Conséquences
À la suite de la première guerre samnite et à la guerre latine qui s'ensuit jusqu'en 338, Rome domine un état réunissant le Latium et une partie de la Campanie. Les anciennes terres des Aurunces et des Ausones permettent à Rome de contrôler une mince bande côtière entre le Latium et la Campanie près du pays des Sidicins laissé aux Samnites.

## La soumission définitive des Aurunces-Ausones (315-313)
Pendant la deuxième guerre samnite, en 315, les Romains défont les Aurunces-Ausones qui se sont peut-être joints aux Samnites. Selon Tite-Live, « la nation ausone est anéantie comme si elle avait livrée aux Romains une guerre sans merci, alors qu'on a aucune preuve de défection ».
Une colonie romaine est fondée à Suessa Aurunca en 313,,.